# Municipio de Scott (condado de Ogle)
El municipio de Scott (en inglés: Scott Township) es un municipio ubicado en el condado de Ogle en el estado estadounidense de Illinois. En el año 2010 tenía una población de 3181 habitantes y una densidad poblacional de 34,2 personas por km².

## Geografía
El municipio de Scott se encuentra ubicado en las coordenadas 42°6′26″N 89°6′52″O / 42.10722, -89.11444. Según la Oficina del Censo de los Estados Unidos, el municipio tiene una superficie total de 93 km², de la cual 93 km² corresponden a tierra firme y (0 %) 0 km² es agua.

## Demografía
Según el censo de 2010, había 3181 personas residiendo en el municipio de Scott. La densidad de población era de 34,2 hab./km². De los 3181 habitantes, el municipio de Scott estaba compuesto por el 90,79 % blancos, el 0,82 % eran afroamericanos, el 0,22 % eran amerindios, el 0,41 % eran asiáticos, el 5,66 % eran de otras razas y el 2,11 % eran de una mezcla de razas. Del total de la población el 13,14 % eran hispanos o latinos de cualquier raza.